# Массовое убийство в Сагамихаре
Массовое убийство в Сагамихаре — ночное нападение на пансионат для инвалидов «Цукуи Ямаюри Эн» в японском городе Сагамихара, произошедшее в ночь на 26 июля 2016 года. Убийство стало крупнейшим в послевоенной истории Японии.
Около 2:30 по местному времени 26-летний Сатоси Уэмацу (яп. 植松 聖), вооружённый ножом, вошёл в здание пансионата и напал на находившихся там людей. В результате нападения погибло по меньшей мере 19 человек, более 40 человек получили ранения; 20 находились в критическом состоянии.
Дежурившие в ту ночь сотрудники пансионата вызвали полицию, однако Уэмацу самостоятельно приехал в близлежащий полицейский участок и там сдался властям, признав себя виновным в преступлении. По данным NHK, Уэмацу раньше работал в этом пансионате. При задержании он заявил, что хотел «извести инвалидов с лица земли».
16 марта 2020 года Уэмацу был приговорён к смертной казни. Он сказал, что не будет обжаловать никакой приговор.